# London Labour and the London Poor

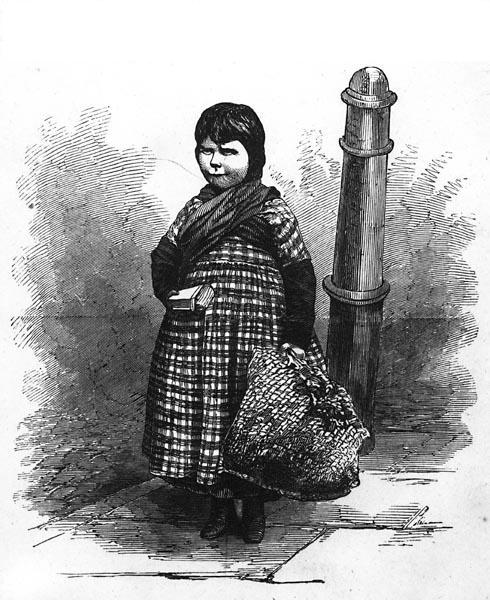
Ritratto di una fiammiferaia, illustrazione di London Labour

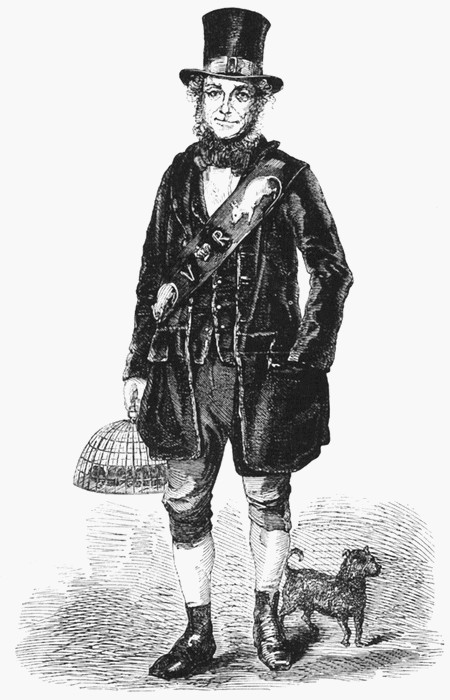
Ritratto dell'acchiapparatti Jack Black, vol. 3, 11

London Labour and the London Poor ("Il lavoro a Londra e i poveri di Londra") è una celebre raccolta di articoli di epoca vittoriana scritti da Henry Mayhew. Nacque come raccolta di una serie di articoli che Mayhew aveva pubblicato negli anni 1840 sul giornale londinese Morning Chronicle. Mayhew si propose di osservare e documentare le condizioni di vita dei lavoratori e della povera gente della Londra della sua epoca, creando uno spaccato della società vittoriana di grande interesse storico.
Il libro fu pubblicato in una prima versione in tre volumi nel 1851, e nel 1861 in una nuova edizione con l'aggiunta di un quarto volume dedicato alla vita di prostitute, ladri e mendicanti.

## Sinossi
Gli articoli di Mayhew forniscono una dettagliata (talvolta pedante) descrizione delle attività, abitudini, credenze religiose e stile di vita della gente comune della Londra della sua epoca; in gran parte, il materiale è costituito da interviste dirette in cui i londinesi descrivono personalmente le loro condizioni di vita e abitudini.  A questa base aneddotica Mayhew aggiunse dati di tipo statistico (per esempio tratti dai censimenti o dai registri della polizia), tentando in molti casi di dare una percezione estremamente precisa delle dimensioni dei fenomeni sociali che descriveva.  La dimensione statistica è prevalente nel quarto volume aggiunto nel 1861.
Il quadro di Londra che emerge dagli scritti di Mayhew può essere paragonato allo stato delle metropoli del Terzo Mondo odierno.  Una porzione significativa della popolazione non aveva lavoro fisso;  prevalevano i commercianti di strada, e professioni associate alla povertà, come la raccolta di lumache da vendere come cibo, forme estreme di riciclaggio (come la raccolta di feci canine, che venivano utilizzate nel processo della concia, o la ricerca di oggetti vari nel fango del Tamigi), la caccia ai ratti o la pulizia delle fogne.  A proposito delle condizioni di lavoro dei londinesi, Mayhew scrisse nel primo volume: "classificherò i poveri metropolitani in tre diverse categorie, a seconda che vogliano lavorare, che non possano lavorare, e che non vogliano lavorare".

## Eredità
London Labour fu un'opera sostanzialmente unica nel suo genere ed ebbe una vasta eco, al punto che il nome di Mayhew venne talvolta usato come antonomasia per descrivere il giornalismo d'inchiesta sulla povertà metropolitana.  Negli anni 1950, la rivista Punch pubblicò una serie di articoli sullo stesso tema, che nel 1953 furono pubblicati col titolo The Big City or the New Mayhew ("La Grande Città, ovvero il nuovo Mayhew").
L'opera fornì anche materiale per molti pensatori politici, soprattutto per i socialisti cristiani come Thomas Hughes, Charles Kingsley e F. D. Maurice, ma fu anche frequentemente citata dai radicali: estratti di London Labour furono pubblicati per esempio sul quotidiano cartista Northern Star.  Insieme alle opere di Edwin Chadwick, London Labour viene considerato una delle principali fonti di ispirazione di Charles Dickens.

## Traduzione italiana
Il lavoro e i poveri nella Londra vittoriana; Roma, Gangemi, 2012; tradotto e curato da Mauro Cotone.